# Xã Swan Lake, Quận Emmet, Iowa
Xã Swan Lake (tiếng Anh: Swan Lake Township) là một xã thuộc quận Emmet, tiểu bang Iowa, Hoa Kỳ. Năm 2010, dân số của xã này là 137 người.